# Tipula (Schummelia) kariyana
Tipula (Schummelia) kariyana is een tweevleugelige uit de familie langpootmuggen (Tipulidae). De soort komt voor in het Oriëntaals gebied.